# 風立ちぬ (1954年の映画)
『風立ちぬ』（かぜたちぬ）は、1954年（昭和29年）製作の日本映画。東宝配給、東京映画・大雅社提携作品。
原作は堀辰雄の同名小説だが、冒頭に「任意に潤色せるものである」とクレジットされていて脚色が加えられた。主人公は小説家ではなくマイクロウェーブを研究するヒロインより2歳年下の学生という設定。画家であるヒロインの父の描写が増え、その父がかつて憧れた主人公の叔母との再婚話とヒロインとの父娘関係がサイドストーリーとして描かれている。時代背景についても、原作が結核が不治の病であった戦前の設定であるのに対し、本作の劇中では結核に化学療法が使われるようになっており、結核がさほど重篤でなかったヒロインの結核についてはこれで治療が成功し、退院の目処がついていた。

## キャスト
- 伏見節子：久我美子
- 坂井弘：石浜朗
- 伏見荘太郎：山村聡
- 小野原泰子：山根寿子
- 小野原美智子：青山京子
- 小野原浩一：中村正紀
- 小野原たか子：高倉典子
- はる恵：久世まゆみ
- 院長：上原謙
- 長野医師：灰田勝彦
- 医師：岡譲二
- 吉田看護婦：高杉早苗
- 阿部看護婦：清水谷洋子
- 福山良一：池部良
- 本多：笠智衆
- 小使利右衛門：武田正憲
- 料理人：佐野周二

## スタッフ
- 監督：島耕二
- 製作：伊藤基彦、三輪礼二、瀬良庄太郎
- 脚本：桂一郎、村山俊郎
- 撮影：三村明
- 音楽：芥川也寸志
- 美術：島康平
- 録音：西尾昇
- 照明：岸田九一郎